# Szent Viktória
Szent Viktória (230 körül – 253. december 18.) szűz és vértanú.
A kissé fölékesített későbbi életírás szerint Viktória előkelő keresztény szülők gyermeke volt Tivoliban Róma mellett. A jámbor lány szüzességében akart élni, mégis engedett szülői rábeszélésének, és házassági ígéretet tett egy Eugenius nevű előkelő pogány ifjúnak abban a reményben, hogy sikerül majd megtérítenie. Anatolia nevű barátnője azonban, aki fényes házasságot utasított vissza, újból annyira fölszította benne a szüzesség szeretetét, hogy már most hallani sem akart házasságáról. Hiábavaló volt vőlegényének ígérgetése, azután fenyegetőzése és koplaltatása. Állhatatos maradt egészen a vértanúságig, még akkor is, mikor tulajdon vőlegénye megvádolta a várparancsnok előtt, hogy keresztény.